# Деду, Дениса
Дениса Штефания Деду (рум. Denisa Ștefania Dedu, род. 27 сентября 1994 года, Брашов, Румыния) — румынская гандболистка, вратарь клуба «Рапид» Бухарест и сборной Румынии по гандболу.

## Биография
В гандбол пришла благодаря тренеру Мариане Пеце, занималась в клубе «Динамо» (Брашов) под руководством профессора физкультуры Ференца Лехнера. В возрасте 16 лет дебютировала в основном составе клуба.
В сборной играла на чемпионате мира 2011 года в Бразилии, чемпионате мира среди девушек 2012 года в Чехии, чемпионате мира 2013 года в Сербии и чемпионате Европы 2014 года в Венгрии и Хорватии.
Кумиры Денисы в спорте — Люминица Хуцупан и Паула Унгуряну.